# Rhamphomyia albidiventris
Rhamphomyia albidiventris är en tvåvingeart som beskrevs av Gabriel Strobl 1898. Rhamphomyia albidiventris ingår i släktet Rhamphomyia och familjen dansflugor. Arten har ej påträffats i Sverige. Inga underarter finns listade i Catalogue of Life.

## Bildgalleri

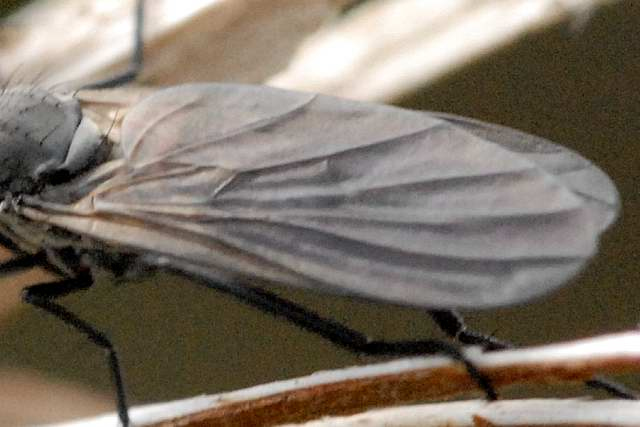